# Mats Huddén
Mats Erik Gustaf Huddén, född 30 augusti 1947 på Lidingö, död 1 mars 2019 i Sankt Laurentii distrikt i Söderköping, var en svensk skådespelare och teaterregissör. Han framträdde även under pseudonymen Matt Huden.

## Biografi

### Utbildning och skådespelarkarriär
Huddén utexaminerades från Statens scenskola i Malmö 1971 och var 1971–2008 anställd vid Östgötateatern i Norrköping–Linköping. Han medverkade i teaterproduktioner som Stiftelsen, Little Shop of Horrors, Samtal efter en begravning och Habeas Corpus.
Han var även verksam på TV och film, bland annat i Varuhuset, Tre kärlekar, Rederiet och som mördaren i Beck-filmen Stockholm Marathon. Han har även dramatiserat och regisserat ett flertal uppsättningar i Odense och Köpenhamn. Han medverkade i flera filmer av Mats Helge. Han avled efter en tids sjukdom.

### Familj
Mats Huddén var son till skådespelaren Olof Huddén och pianisten Ingrid Tesch Holmberg (1921–2012) samt dotterson till apotekaren Hjalmar Tesch.

## Filmografi
- 1977 – Clark
- 1980 – Mördare! Mördare!
- 1981 – Det finns inga smålänningar (TV-serie)
- 1986 – Eagle Island
- 1987 – Silverhawk
- 1987 – Spökligan
- 1988 – Fatal Secret
- 1988 – Animal Protector
- 1989 – Tre kärlekar (TV-serie)
- 1989 – The Mad Bunch
- 1989 – Russian Terminator
- 1989 – The Hired Gun
- 1990 – Destination Nordsjön (TV-serie)
- 1992 – Kvällspressen (TV-serie)
- 1993 – Tryggare kan ingen vara ......
- 1993 – Dödsfällan
- 1994 – Stockholm Marathon
- 1994 – Pillertrillaren
- 1996 – Passageraren
- 1997 – Emma åklagare (TV-serie)
- 1997 – Rederiet (TV-serie)
- 2000 – Labyrinten
- 2001 – Farligt förflutet
- 2002 – Skilda världar (TV-serie)
- 2012 – Johan Falk: Spelets regler
- 2013 – Allena

## Teater

### Roller (ej komplett)
| År   | Roll                              | Produktion                                                                     | Regi                                    | Teater                           |
| ---- | --------------------------------- | ------------------------------------------------------------------------------ | --------------------------------------- | -------------------------------- |
| 1971 | Prince Silver                     | Hönssoppa med korngryn Arnold Wesker                                           | John Zacharias                          | Norrköping-Linköping stadsteater |
| 1971 | Kyparen Gendarmen från Petersburg | Revisorn Nikolaj Gogol                                                         | Lars Gerhard Norberg                    | Norrköping-Linköping stadsteater |
| 1972 | Prästen                           | Canterburysägner Martin Starkie, Nevill Coghill, Richard Hill och John Hawkins | Torsten Sjöholm                         | Norrköping-Linköping stadsteater |
| 1972 |                                   | Den förgyllda lergöken Emil Norlander                                          | Bertil Norström                         | Norrköping-Linköping stadsteater |
| 1972 |                                   | Östgötalek — Från ballad till polska Kerttu Thorén, Miguel Gomila, Arne Rassét |                                         | Norrköping-Linköping stadsteater |
| 1972 | Billing                           | En folkfiende Henrik Ibsen                                                     | Torsten Sjöholm                         | Norrköping-Linköping stadsteater |
| 1972 |                                   | Marta, Marta Sara Lidman                                                       | Torsten Sjöholm                         | Norrköping-Linköping stadsteater |
| 1973 | Rick                              | I blindo David Rabe                                                            | Hans Elfvin                             | Norrköping-Linköping stadsteater |
| 1973 | Adolph Ribbing                    | Gustav III August Strindberg                                                   | Mimi Pollak                             | Norrköping-Linköping stadsteater |
| 1974 |                                   | Huvudsaken är att kämpa väl? Lars Molin                                        | Christian Lund                          | Norrbottensteatern               |
| 1974 | Heinz                             | Vår slutna värld Franz Xaver Kroetz                                            | Brigitte Ornstein                       | Norrköping-Linköping stadsteater |
| 1974 | Jim O'Connor                      | Glasmenageriet Tennessee Williams                                              | Bertil Norström                         | Norrköping-Linköping stadsteater |
| 1975 |                                   | Boccaccio Franz von Suppé och Bertil Norström                                  | Bertil Norström                         | Norrköping-Linköping stadsteater |
| 1975 | David                             | Kung David Brita Lang                                                          | Torsten Sjöholm                         | Norrköping-Linköping stadsteater |
| 1975 | Vännen                            | Leka med elden August Strindberg                                               | Brigitte Ornstein                       | Norrköping-Linköping stadsteater |
| 1975 |                                   | Mycket väsen för ingenting William Shakespeare                                 | Hans Elfvin                             | Norrköping-Linköping stadsteater |
| 1975 |                                   | Predikare-Lena Tore Zetterholm                                                 | Lars Gerhard Norberg                    | Norrköping-Linköping stadsteater |
| 1976 |                                   | Chile lider en plåga, sånger och dikter om ett förtryckt folk                  | Kerttu Thorén Tillsammans med ensemblen | Norrköping-Linköping stadsteater |
| 1977 |                                   | Don Quijotes äventyr Evert Lundström                                           | Göran Sarring                           | Norrköping-Linköping stadsteater |
| 1977 |                                   | Rycket Tomas von Brömssen och Ola Lindegren                                    | Torsten Sjöholm                         | Norrköping-Linköping stadsteater |
| 1998 | Audrey II                         | Little Shop of Horrors Alan Menken och Howard Ashman                           | Magnus Bergquist                        | Östgötateatern                   |
| 2007 |                                   | Räddad Alfhild Agrell                                                          | Jenny Andreasson                        | Östgötateatern                   |

### Regi (ej komplett)
| År   | Produktion                                        | Upphovsmän  | Teater                           |
| ---- | ------------------------------------------------- | ----------- | -------------------------------- |
| 1976 | Klocko och Nappo och den fantastiska clownkonsten | Mats Huddén | Norrköping-Linköping stadsteater |